# تاكافومي اوتسوكا
تاكافومي اوتسوكا (باليابانية: 大塚隆史؛ بالكانا: おおつか たかふみ) هو محترف فنون القتال المختلطة ياباني، ولد في 22 أغسطس 1986 في ايشيكاوا في اليابان.

## وصلات خارجية
- تاكافومي اوتسوكا على موقع شيردوغ (الإنجليزية)
- تاكافومي اوتسوكا على موقع Tapology.com (الإنجليزية)
- تاكافومي اوتسوكا على موقع IMDb (الإنجليزية)